# Chris Hayes (Journalist)

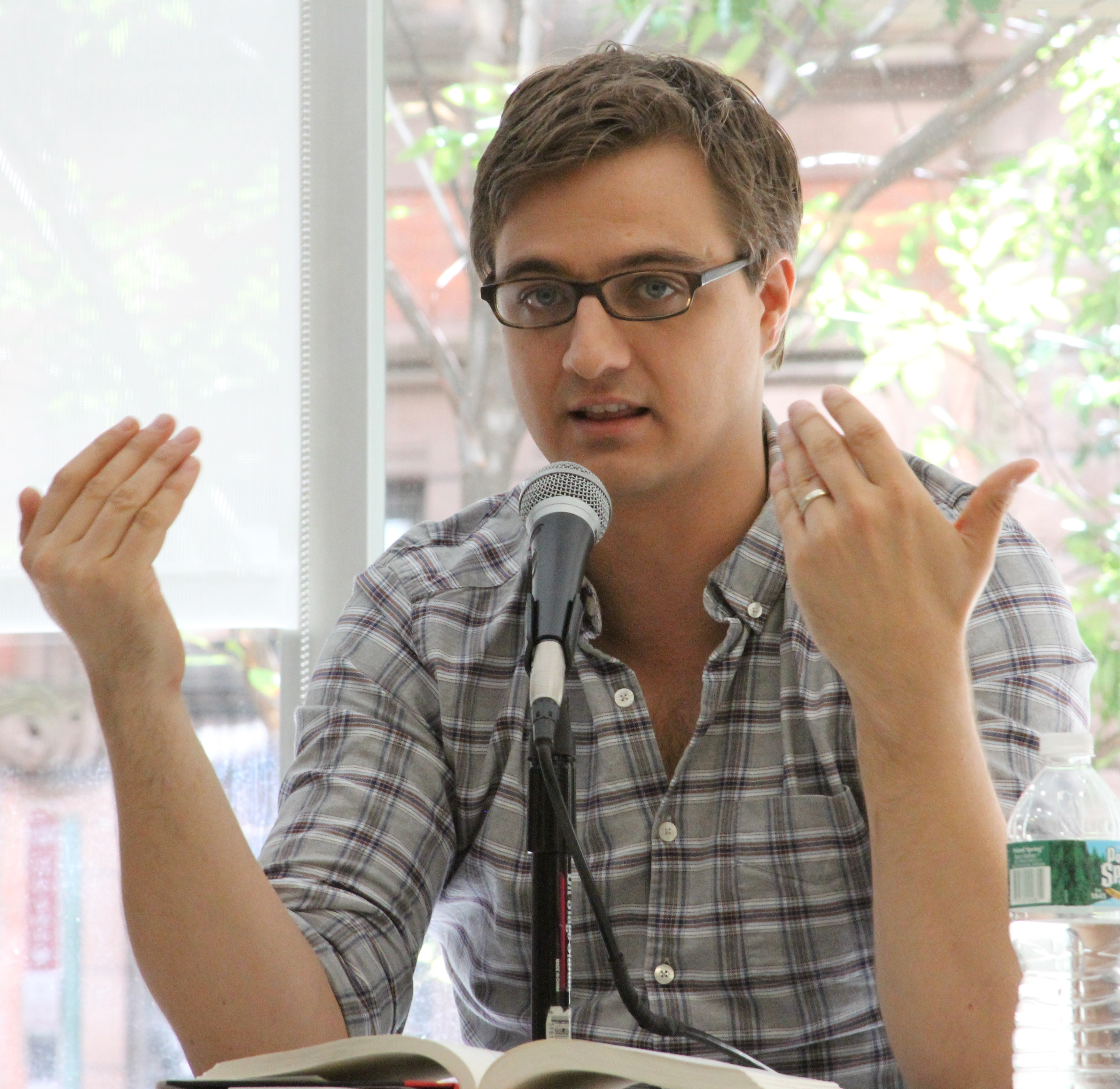
Chris Hayes (2012)

Christopher Loffredo Hayes (* 28. Februar 1979 in New York City) ist ein US-amerikanischer Journalist und Fernsehmoderator.

## Leben und Arbeit
Geboren in der Bronx als Kind katholischer Eltern besuchte Hayes die Hunter College High School, eine Magnetschule für Hochbegabte. Anschließend studierte er an der renommierten Brown University, die er 2001 mit einem Bachelor-Abschluss in Philosophie verließ.
Von 2005 bis 2006 war Hayes ein Schumann Center Writing Fellow der Monatsschrift In These Times.
Von 2006 bis 2007 war Hayes als Fellowstipendidat der Puffin Foundation beim The Nation Institute als Autor für die Zeitschrift The Nation beschäftigt, die ihn schließlich am 1. November 2007 als festen Redakteur einstellte. In den folgenden vier Jahren war er Hauptberichterstatter der Zeitschrift aus dem Zentrum des amerikanischen Politikbetriebes in Washington, D.C. Hayes schreibt auch regelmäßig Beiträge für den Chicago Reader. Von 2008 bis 2010 war er ein Fellow der Denkfabrik New America Foundation.
Seit 2009 tritt Hayes – der politisch als Liberaler und als der Demokratischen Partei zugeneigt gilt – regelmäßig als Kommentator in verschiedenen Sendungen im Programm des US-Nachrichtensenders MSNBC auf, in denen er als Experte zu Ereignissen des politischen Tagesgeschehen Stellung nimmt beziehungsweise diese aus der Warte eines journalistischen Kenners der US-Hauptstadt analysiert. In der Folge wurde er verschiedentlich mit der Gastmoderation von Sendungen wie Countdown with Keith Olbermann, The Rachel Maddow Show oder The Last Word with Lawrence O'Donnell betraut, wenn die Stammmoderatoren diese nicht selbst wahrnehmen konnten.
Von 2011 bis 2013 war Hayes Moderator seiner eigenen Sendung Up! With Chris Hayes, einer zweistündigen politischen Informationssendung im Wochenendprogramm von MSNBC, die der Sender jeweils samstags und sonntags vormittags ausstrahlt. Up! wurde erstmals am 17. September 2011 ausgestrahlt. Die Sendung bietet eine Mischung aus Berichten zu den aktuellen politischen und gesellschaftlichen Ereignissen und glossierenden Kommentaren von Hayes zu diesen Ereignissen sowie Gesprächen von ihm mit Experten zu den behandelten Themen und schließlich Interviews mit prominenten Gästen wie der Fraktionsführerin der Demokraten im Repräsentantenhaus, Nancy Pelosi, oder dem Senator Bernie Sanders. Die Sendung wurde später von Steve Kornacki übernommen.
Seit dem 1. April 2013 moderiert Hayes All In with Chris Hayes zur Hauptnachrichtenzeit. All in ist eine Nachrichtensendung, die, wie alle Primetime-Sendungen auf MSNBC, innenpolitische und internationale Nachrichten berichtet und kommentiert.
Hayes ist mit der Jura-Professorin Kate Shaw verheiratet und hat mit ihr zwei Töchter und einen Sohn.

## Werke
- The Sirens’ Call: How Attention Became the World’s Most Endangered Resource. Penguin, New York 2025, ISBN 978-0-593-65311-1.